# Massilina
Massilina es un género de foraminífero bentónico de la subfamilia Hauerininae, de la familia Hauerinidae, de la superfamilia Milioloidea, del suborden Miliolina y del orden Miliolida. Su especie tipo es Quinqueloculina secans. Su rango cronoestratigráfico abarca desde el Cretácico superior hasta el Oligoceno.

## Clasificación
Se han descrito numerosas especies de Massilina. Entre las especies más interesantes o más conocidas destacan:
- Massilina granulocostata †
- Massilina secans †

Un listado completo de las especies descritas en el género Massilina puede verse en el siguiente anexo.